# Thesium macedonicum
Thesium macedonicum är en sandelträdsväxtart som beskrevs av Radovan Hendrych. Thesium macedonicum ingår i släktet spindelörter, och familjen sandelträdsväxter. Inga underarter finns listade i Catalogue of Life.